# Vokabeltrainer

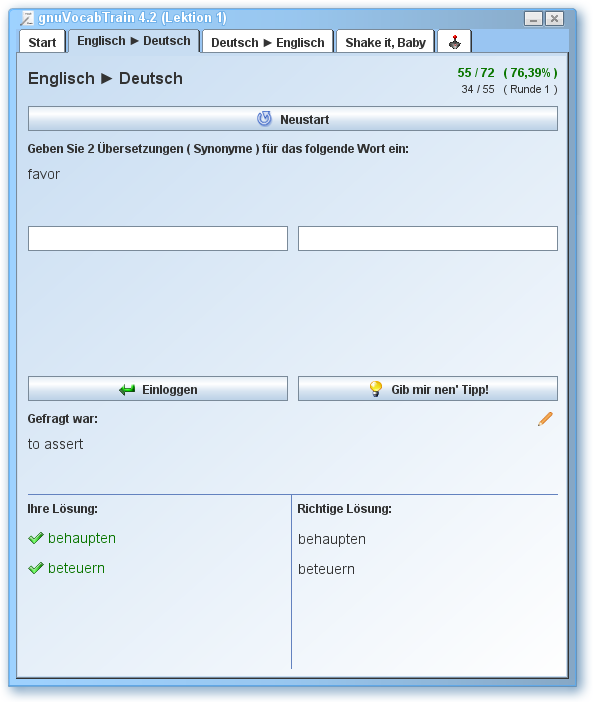
Typisches Bild einer Vokabeltrainer-Software. (hier das Programm „gnuVocabTrain“).

Als Vokabeltrainer bezeichnet man spezielle Formen von Lernkartei-Software, die gezielt für das Erlernen von Vokabeln einer Sprache entwickelt wurden. Sie sind weit verbreitet und für nahezu alle gängigen Betriebssysteme und Hardware-Plattformen verfügbar.

## Funktionsweise
Wie auch beim klassischen Üben ohne Software-Unterstützung entsteht der Lerneffekt in der Regel durch das vermehrte Wiederholen der zu erlernenden Vokabeln. Die Abfrageformen können dabei sowohl in der Art der Eingabe als auch in der Abfragereihenfolge variieren.